# Festival Lettres d'Automne
Lettres d'automne est un festival littéraire organisé chaque année durant la deuxième quinzaine de novembre à Montauban et en Tarn-et-Garonne. Il a été créé en 1991 par l'association Confluences sous la direction artistique de Maurice Petit.
Chaque édition accueille une soixantaine d'auteurs, artistes, comédiens, musiciens, éditeurs, etc et réunit en moyenne 20 000 spectateurs.

## Origines et concept
Ce festival de rayonnement national a été créé en 1991 par l’association Confluences sous la direction artistique de Maurice Petit.
Lettres d'Automne décline deux semaines fin novembre pour donner à voir, entendre et partager l'œuvre francophone d'un écrivain invité d'honneur, en présence et avec la participation de celui-ci durant toute la durée du festival. L'invité d'honneur choisit un thème comme fil rouge du programme et s'entoure d'artistes, auteurs, éditeurs, musiciens, éditeurs, comédiens.

### Édition 2024

#### Jakuta Alikavazovic et Sylvain Prudhomme - "Nos élans, nos quêtes"
Avec la présence de Gilles Abier, Philippe Béziat, Chloé Billon, Christophe Boltanski, Thomas Clerc, Jean-Baptiste Del Amo, Baptiste Dericquebourg, Pierre Ducrozet, Sika Fakambi, Jean-François Galletout, Hélène Gaudy, Iegor Gran, Simon Grangeat, Inbar Heller Algazi, Célia Houdart, Paulin Ismard, Olivier Ka, Ludovic Lecomte, Claire Marin,Frédéric Maupomé, Martine Perrin, Michel Piquemal, Clémence Sabbagh, Thomas Scotto, Benoît Séverac, Florence Thinard, Beata Umubyeyi Mairesse, Manuel Vilas, Antoine Volodine...

### Édition 2023

#### Maylis de Kerangal - "Paysage"
Avec la présence de Claire Arnaud, Magali Bardos, Romain Bernard, Anne-Laure Bondoux, Thierry Colombié, Gwenaël David, Séverine Daucourt-Fridriksson, Grégory Delaplace, Laurent Demanze, Hélène Gaudy, Adrien Genoudet, Léna Ghar, Tom Haugomat, Grégory Le Floch, Alberto Manguel, Jean-Claude Mourlevat, Gaëlle Obiégly, Catherine Poulain, Yann Potin, Sylvain Prudhomme, Oliver Rohe, Jane Sautière,Violaine Schwartz, Anne Serre, Joy Sorman, Audrey Spiry, Giorgio Vasta, Flore Vesco...

### Édition 2022

#### Pierre Ducrozet et Alice Zeniter  - "Fictions et chemins de traverse"
Avec la présence de Gilles Abier, Jakuta Alikavazovic, Éric Chevillard, Marie Colot, Penda Diouf, Cécile Gambini, Claire Garralon, Florence Hinckel, David Lopez, Jessie Magana, Édouard Manceau, Mohamed Mbougar Sarr, Wilfried N'Sondé, Peggy Nille, Anthony Passeron, Lucie Rico, Blandine Rinkel, Cécile Roumiguière, Benoît Séverac,Fanny Taillandier,  Sandrine Thommen, Sophie Van der Linden...

### Édition 2021

#### Mathias Énard - "Mélodie et variations"
Avec la présence de Hélène Aldeguer, Géraldine Alibeu, Denis Baronnet, Estelle-Sarah Bulle, Pierre Créac'h, Agnès Desarthe, Gaëtan Doremus, Timothée de Fombelle, Claudine Galea, Sylvie Germain, Édouart Manceau, Rudy Martel, Pierre Marquès, Diane Meur, Léonor de Récondo, Stéphane Reynaud, Cécile Roumiguière, Corinne Royer, Ingrid Seithumer, Ryoko Sekiguchi, Muriel Szac, Camille de Toledo, Antoine Wauters, Zedrine,Valérie Zenatti...

### Édition 2020

#### Léonora Miano, Patrick Chamoiseau et Mathias Énard - "A la croisée des langues – Littératures françaises d’ici et d’ailleurs"
Avec la présence de Zeina Abirached, Aminata Aidara, Sofia Aouine, Magali Attiogbé, Salomé Berlemont-Gilles, Mika Biermann, Estelle-Sarah Bulle, Carole Chaix, Claro, Béatrice Commengé, Robert d’Artois, Pierre Ducrozet, Timothée de Fombelle, Bernard Friot, Christian Garcin, Kimiko, Cécile Ladjali, Anne Lafont, Henri Mérou, Souleymane Mbodj, Diane Meur, Edgar Morin, Gaël Octavia, Michel Piquemal, Guillaume Pigeard de Gurbert, Thomas Scotto, Ingrid Seithumer, Flore Vesco, Abdourahman A. Waberi, Anne Weber...

### Édition 2019

#### Anne-Marie Garat - "Histoires, images, nuages"
Avec la présence de Nils C. Ahl, Magali Bardos, Nathalie Bernard, Jean-François Bert, Julia Billet, Béatrice Bottet, Laura Brignon, Bernard Chambaz, Chloé Delaume, Malika Doray, Bruno Doucey, Jacques Ferrandez, Hélène Frappat, Raphaële Frier, Thierry Froger, Hélène Gestern, David Groison, Michel Jullien, Régis Lejonc, Edouard Manceau, Henri Merou, Claudio Morandini, Arnold Pasquier, Chloé Pathe, Anne Pauly, Frank Prevot, Georges Rousse, Murielle Szac, Antoine Ullmann, Marie-Catherine Vacher.

### Édition 2018

#### Christian Garcin - "Les passerelles du temps"
Avec la présence de Mouloud Akkouche, Jean-Christophe Bailly, Marie Brignone, Eduardo Berti, Alexis Brocas, David Collin, Fleur Daugey, Marianne Denicourt, Patrick Devresse, Antoine Dole, Jean-Raymond Fanlo, Éric Faye, Hélène Gaudy, Thierry Gillyboeuf, Andreï Kourkov, Frédéric Lecloux, Brice Matthieussent, Stéphane Melchior, Jean-Claude Mourlevat, Gilles Ortlieb, Éric Pessan, Anthony Poiraudeau, Clémence Pollet, Hélène Rajcak, Thomas B. Reverdy, Jean Rolin, Daniel De Roulet, Emmanuel Ruben, Thomas Scotto, Brigitte Smadja, Frédéric Stehr, Ingrid Thobois, Tanguy Viel, Eddy Letexier...

### Édition 2017

#### Laurent Mauvignier - "Devenir(s)"
Avec la présence de Didier Castino, Magyd Cherfi, Marianne Denicourt, Claudine Desmarteau, Pierre Ducrozet, Olivier Douzou, Marc Fauroux, Jean Pierre Favreau, Bénédicte Guettier, Jean Hegland, Thierry Hesse, Émile Jadoul, Wajdi Mouawad, Valérie Mréjen, Marie-Aude Murail, Johanna Nizard, Colette Olive, Éric Pessan, Maurice Petit, Catherine Pineur, Marc Roger, Lydie Salvayre, Bertrand Schefer, Anne Serre, Carlos Spottorno, Emmanuel Venet, Othello Vilgard, Éric Vuillard…

### Édition 2016

#### Brigitte Giraud - "L'un & l'autre"
Avec la présence de Jean-Philippe Arrou-Vignod, Louis Barreau, Jeanne Benameur, Charles Berberian, Sébastien Berlendis, Bernard Chambaz, Marie Chartres, Kitty Crowther, Négar Djavadi, Jean-Luc Englebert, Chantal Grosléziat, Hubert Haddad, Bastien Lallemant, Albin de La Simone, Régis Lejonc, Anne Letuffe, Franck Manuel, Henri Meunier, Véronique Ovaldé, Emmanuelle Pagano, Luis Rigou, Amina Saïd, Thomas Scotto, Stéphane Servant, Olivier de Solminihac, Fabio Viscogliosi…

### Édition 2015 - Lettres d'Automne fête ses25 ans

#### Agnès Desarthe - "La musique des mots"
Avec la présence de Geneviève Brisac, Olivier Cohen, Gérard Desarthe, Natalie Dessay, Colas Gutman, Laurent Naouri, Anne Serre, Florence Seyvos, Mona Thomas, Anaïs Vaugelade, Jeanne Benameur, Hubert Ben Kemoun, Anne-Laure Bondoux, Sylvie Germain, Nancy Huston, Jean-Claude Mourlevat, Carl Norac, Boualem Sansal, Jean-Pierre Siméon...

### Édition 2014

#### Hubert Haddad - "La condition magique ou les pouvoirs de l'imaginaire"
Avec la présence de Alain Absire, Alexis Brocas, Jean-Marie Blas de Roblès, Georges-Olivier Châteaureynaud, Rébecca Dautremer, Julien Delmaire, Bernard Dumerchez, Marie-Florence Ehret, Eric Faye, Vénus Khoury-Ghata, Fariba Hachtroudi, Serge Kantorowicz, Sébastien Lapaque, Laure Leroy, Michel Le Bris, Marcus Malte, Léonora Miano, Michel Mousseau, Anne Mulpas, James Noël, Serge Pey, Eric Sarner, Ingrid Thobois...

### Édition 2013

#### Albert Camus, notre contemporain
Avec la présence de Salah Al Hamdani, Guy Basset, Didier Bezace, Alexis Brocas, Joël Calmettes, Kamel Daoud, Abdelkader Djemaï, Bruno Doucey, Raphaël Enthoven, Jacques Ferrandez, Sylvie Germain, Jean-Yves Guérin, Alexis Jenni, Raphaël Jerusalmy, Charles Juliet, Jean-Marc Padovani, Jean-Noël Pancrazi, Franck Planeille, Pierre-Louis Rey, Nourredine Saadi, Alberto Ruy Sànchez, Macha Séry, Agnès Spiquel, Murielle Szac…

### Édition 2012

#### Jeanne Benameur - "Les Mots, La Liberté"
Avec la présence de Marie-Christine Barrault, Maïssa Bey, Elisabeth Brami, Olivier Brunhes, Fanny Cottençon, Katy Couprie, Bruno Doucey, Stéphane Émond, Brigitte Giraud, Thierry Guichard, Ahmed Kalouaz, Marie-Hélène Lafon, Véronique M. Le Normand, Michèle Lesbre, Thierry Magnier, Philippe Meirieu, Jean-Claude Mourlevat, Nathalie Novi, Françoise Nyssen, Franck Pavloff, Rémi Polack, Robin Renucci, Karine Saporta, Thomas Scotto, Anne Slacik…

### Édition 2011

#### Vénus Khoury-Ghata - "Voix d’Orient"
Avec la présence de Jeanne Benameur, Colette Berthès, Diane de Bournazel, Laurent Corvaisier, Seyhmus Dagtekin, Jihad Darwiche, Cendrine Genin, Yasmine Ghata, Nedim Gürsel, Marilyn Hacker, Louise Heugel, Paula Jacques, Delphine Jacquot, Hubert Ben Kemoun, Rachid Koraïchi, Pascale Kramer, Hassan Massoudy, Carl Norac, René de Obaldia, Mazarine Pingeot, Francesco Pittau, Marc Roger, Jean-Baptiste Para, Robert Solé, Josyane Savigneau, Ayyam Sureau, Cathy Ytak…

### Édition 2010 -20eédition

#### Alberto Ruy Sánchez - "Éloge de l’Ailleurs"
Avec la présence de Jean-Claude Carrière, Göran Petrovic, Claude-Michel Cluny, Jorge Volpi, Juan Villoro, Aurelio Asiain, René de Ceccaty, Boualem Sansal, Jean-Pierre Siméon, Carolyn Carlson, Sylvie Germain, Lydie Salvayre, Anne Alvaro, Marc Roger, Marie-Christine Barrault, Luis Rigou, Raúl Carnota, Hélène Arntzen, Claude Ponti, François Place, Fred Bernard, Michel Piquemal, Jean-Claude Mourlevat…

### Édition 2009

#### Sylvie Germain - "Métamorphoses"
Avec la présence d’Aliette Armel, Christian Bobin, Catherine Chalier, Françoise Henry, Jean-Paul Dessy, Tadeusz Kluba, Richard Texier, Hubert Ben Kemoun, Kitty Crowther, David Dumortier, Timothée de Fombelle, Ilya Green, Erik L’Homme, Nathalie Novi, Maurizio Quarello, Erik Poulet Reney, Didier Bezace, Fanny Cottençon, Ivan Morane, Robin Renucci...

### Édition 2008

#### Lydie Salvayre
Avec la présence de Philippe Adam, Véronique Beucler, Jean-Paul Dollé, Denise Epstein, Bénédicte Guettier, Thierry Guichard, Bruno Heitz, Charles Juliet, Alberto Manguel, Jean-Claude Mourlevat, Nathalie Novi, Olivia Rosenthal, Pierre Senges, Olivier Tallec, Bernard Wallet, Didier Sandre, Sylvian Meschia, Christelle Belliveau, Sabra Ben Arfa…

### Édition 2007

#### Enzo Cormann
Avec la présence d’Anne Alvaro, Fred Bernard, Didier Carette, Sabine Chevallier, Laurent Danchin, Mario del Curto, Marie Desgranges, Eugène Durif, Koffi Kwahulé, Jean-Marc Padovani, Pauline Sales, Jean-Pierre Sarrazac…

### Édition 2006

#### Alberto Manguel
Avec la présence de Margot Abascal, Laure Adler, Enis Batur, Patrick Bazin, Marie-Christine Barrault, René de Ceccatty, Javier Cercas, Michèle Gazier, Rachid Koraïchi, Martine Laval, Christine Le Bœuf, Pierre Lepape, Hubert Nyssen, Marilù Marini, Denis Podalydès, François Place, Claude Rouquet, Alberto Ruy-Sanchez, Alain Venstein…

### Édition 2005 - Quinze ans d’aventures littéraires
Avec la présence de Pierre Assouline, Michel del Castillo, Abdelkader Djemaï, Pierrette Fleutiaux, Roger Grenier, Sylvie Germain, Sylvie Giono, Nancy Huston, Gil Jouanard, Charles Juliet, Mohamed Kacimi, Sylvia Lacarrière, Jean-Marie Laclavetine, Jean Lacouture, Jean-Pierre Siméon, André Velter, Jean-Claude Mourlevat, Nathalie Novi, Pef…

### Édition 2004

#### Jean-Pierre Siméon
Avec la présence de Pascal Amoyel, Hélène Arntzen, Jean-Marie-Barnaud, Emmanuelle Bertrand, Jacques Bonnaffé, Ariane Dionyssopoulos, Pef, Luis Rigou…

### Édition 2003

#### Nancy Huston
Avec la présence de Séverine Auffret, Freddy Eichelberger, Hubert Nyssen, Tzvetan Todorov, Pierrette Fleutiaux, Ralph Patty, Adam Biro, Sacha Todorov, Denis Hirson…

### Édition 2002

#### Jacques Lacarrière
Avec la présence d’André Velter, Gil Jouanard, Sylvia Lipa, Nicolas Syros…

### Édition 2001

#### Andrée Chedid
Avec la présence de Jean-Pierre Siméon, Jean-Pierre Spilmont, Christine Wurm, Christine Champneuf, François-Henri Soulié, Bruno Ruiz, Jean-Paul Cathala, André Geyré et Georges Gaillard…

### Édition 2000

#### Michel del Castillo
Avec la présence de Jean-Noël Pancrazi, Jean-Marc Roberts, Pierre Lepape, Michèle Gazier, Jean-Remi Barland…

### Édition 1999 - Un siècle en toutes lettres - LeXXesiècle
Avec Jean d'Ormesson, Jean-Christophe Rufin, Michèle Gazier, Pierre Lepape, Lydie Salvayre, Pascal Dibie, Olivia  Rosenthal…
- Édition exceptionnelle de 4 semaines

### Édition 1998

#### Daniel Pennac
Avec la présence de Jean-Marie Laclavetine, Roger Grenier…

### Édition 1997

#### Jorge Semprún
Avec la présence de Françoise Nicoladze…

### Édition 1996

#### André Malraux
Avec Jean Lacouture. (Prix du Comité national « André Malraux »)

### Édition 1995

#### Boris Vian
Avec Ursula Vian, Noël Arnaud.

### Édition 1994

#### Jacques Prévert
Avec Eugénie Prévert, Hugues Bachelot, Danièle Laster.

### Édition 1993

#### Jean Vilar / Claude Roy
Avec Paul et Melly Puaux, Philippe Avron, Alfred Simon.

### Édition 1992

#### Jean Giono
Avec Sylvie Giono, Pierre Citron, Jacques Chabot

### Édition 1991

#### Albert Camus
Avec Jean Daniel, Roger Grenier, Jaqueline Levi-Valensi, François Chaumette.